# Angarotipula tumidicornis
Angarotipula tumidicornis är en tvåvingeart som först beskrevs av Lundstrom 1907.  Angarotipula tumidicornis ingår i släktet Angarotipula och familjen storharkrankar. Arten är reproducerande i Sverige. Inga underarter finns listade i Catalogue of Life.